# Paradentalium flindersi
Paradentalium flindersi är en blötdjursart som beskrevs av Cotton och Ludbrook 1938. Paradentalium flindersi ingår i släktet Paradentalium och familjen Dentaliidae. Inga underarter finns listade i Catalogue of Life.